# Branden
Branden er et færgeleje og en bebyggelse i Midtjylland ved Fursund i Selde Sogn i Salling. Fra Branden er der færgeforbindelse til Fur. Stedet ligger i Skive Kommune og tilhører Region Midtjylland.
Navnet Branden (lokal udtale: "æ Bråen") skyldes, at passagererne på Salling-siden tidligere tilkaldte færgemanden fra Fur, ved at de tændte et lyssignal (en brand).
Der findes et slæbested til venstre for færgelejerne – mod vest. Slæbestedet er nyetableret og indviet den 9. oktober 2009
|  | Denne artikel om lokaliteten Branden kan blive bedre, hvis der indsættes et (bedre) billede. Du kan hjælpe ved at afsøge Wikimedia Commons for et passende billede eller lægge et op på Wikimedia Commons med en af de tilladte licenser og indsætte det i artiklen. |

56°47′50″N 9°1′55″Ø / 56.79722°N 9.03194°Ø